# Legorreta
Legorreta è un comune spagnolo di 1 432 abitanti situato nella comunità autonoma dei Paesi Baschi.

## Società

### Evoluzione demografica
Abitanti censiti

### Lingue e dialetti
Il dialetto basco locale appartiene alla variante gipuzkoana. Nel 2016, il 72,3% della popolazione era euskaldun ("basconfona").

## Amministrazione
Dalla Transizione spagnola ad oggi, le persone che hanno ricoperto la carica di sindaco (in basco alkatea, in spagnolo alcalde) sono state le sueguenti:
| Periodo | Periodo   | Primo cittadino                     | Partito                                                                 | Carica  | Note |
| ------- | --------- | ----------------------------------- | ----------------------------------------------------------------------- | ------- | ---- |
| 1979    | 1983      | Antonio Amondarain Esnaola          | Legorretako Herri Ekintza                                               | Sindaco |      |
| 1983    | 1987      | Vicente Esnal                       | Euskadiko Ezkerra (EE)                                                  | Sindaco |      |
| 1987    | 1991      | Ceferino Zunzunegi Aranburu         | EE                                                                      | Sindaco |      |
| 1991    | 1995      | Jose Ignazio Iturrioz Urretabizkaia | Partito Nazionalista Basco (EAJ-PNV)                                    | Sindaco |      |
| 1995    | 1996      | Jose Ramon Muguerza Arribas         | EAJ-PNV                                                                 | Sindaco |      |
| 1996    | 1999      | Jose Ignazio Iturrioz Urretabizkaia | EAJ-PNV                                                                 | Sindaco |      |
| 1999    | 2003      | Xabier Iraola                       | coalizione fra Partito Nazionalista Basco ed Eusko Alkartasuna (EAJ-EA) | Sindaco |      |
| 2003    | 2007      | Xabier Iraola                       | EAJ-EA                                                                  | Sindaco |      |
| 2007    | 2011      | Iñaki Oiarbide                      | Azione Nazionalista Basca (2007-2009) indipendente (2009-2011)          | Sindaco |      |
| 2011    | 2015      | Bakartxo Mendez                     | Bildu                                                                   | Sindaco |      |
| 2015    | 2019      | Zelai Amenabarro Goikoetxea         | Euskal Herria Bildu (EH Bildu)                                          | Sindaca |      |
| 2019    | 2020      | Zelai Amenabarro Goikoetxea         | EH Bildu                                                                | Sindaca |      |
| 2020    | 2023      | Garkoitz Maiz                       | EH Bildu                                                                | Sindaco |      |
| 2023    | in carica | Iñaki Agirre Jauregi                | EH Bildu                                                                | Sindaco |      |